# Plectranthias foresti
Plectranthias foresti är en fiskart som beskrevs av Fourmanoir, 1977. Plectranthias foresti ingår i släktet Plectranthias och familjen havsabborrfiskar. Inga underarter finns listade i Catalogue of Life.